# Giovanni Girolamo Sbaraglia
Giovanni Girolamo Sbaraglia, né le 28 octobre 1641 à Bologne et mort dans la même ville en juin 1710,, est un médecin et anatomiste italien du XVIIe siècle.

## Biographie
Lauréat en philosophie et en médecine de l'université de Bologne, où il enseigna la logique et la médecine, Giovanni Girolamo Sbaraglia exerça dans cette même ville, où le théâtre anatomique du palais de l'Archiginnasio conserve une statue de lui.